# 諸公の時代
諸公の時代（しょこうのじだい、英語: Rule of the Dukes）は、ランゴバルド王国初期に発生した国王空位期（574/5年 - 584/5年）である。

## 概要
ランゴバルド王アルボイン、次いでクレフが殺害されたのち、30人以上の諸公が支配する連合政体へと変化した。パウルス・ディアコヌスはこの時代が10年間続いたとしているが、偽フレデガリウス年代記、ランゴバルド族の起源、ゴート人年代記、またヒエロニムスの年代記の続編者プロスペルは12年だったと記している。パウルス・ディアコヌスは、諸侯の時代について以下のように説明している。

彼（クレフ）の死後、ランゴバルド人は王を持たず、代わりに諸公の元に入った。各々の公はティキヌムのザバン、ベルガムスのワラリ、ブレクシアのアリキス、トリデントゥムのエウィン、フォルム・ユリイのギスルフといったように自らの領する都市での支配を固めた。その他にも30の都市を持つ公がいた。この時代、多くのローマ貴族が利慾により殺され、生き残った者たちは「客」であるランゴバルド人たちに分配され、生産物の三分の一を納めなければならなかった。アルボインとともに彼らがやってきてから7年という期間、教会は略奪され、聖職者は殺され、都市は転覆し、成人は穀物を刈り取るように殲滅された。そしてアルボインが征服した以外の土地も含めて、イタリアの大部分がランゴバルド人によって征服されたのである。 

『ランゴバルド族の起源』は、同じ出来事をより簡潔に記している。

残るランゴバルド人たちは、ベレオス家のクレフという者を王にした。クレフは2年在位した後に死んだ。そしてランゴバルド人の公たちは12年にわたり統治をおこない、その後にクレフの子のアウタリという者を王とした。アウタリはバイエルンのガリパルドとヴァルデラーダの娘であるテウデレンダを妻とした。

## 歴史
568年、アルボインに率いられたランゴバルド族がイタリア半島に侵入した。彼とその後継者クレフは、イタリアにおける東ローマ帝国の勢力を圧迫していったが、どちらの王も短い治世ののちに暗殺された。クレフの死後、ランゴバルド人は新たな王をたてず、各地を統治していた公がそれぞれの領土を治める事実上の分裂状態となった。偽フレデガリウス年代記によれば、フランク人の侵攻を受けた諸公は貢納を強いられ、この状態が7世紀前半のアダロアルド王の時代まで続いた。
全体をまとめる指導者がいない中、諸公はフランク王国や東ローマ帝国と十分に渡り合うことができなかった。584/5年にランゴバルド人がフランク・ブルグント王国のプロヴァンスに侵攻したが、ブルグント王グントラムとアウストラシア王キルデベルト2世の連合軍の反撃にあった。フランク王たちは北イタリアを荒らしてトリデントゥムを占領し、さらにラヴェンナ総督府との連携を図って東ローマ皇帝ティベリウス2世と交渉し始めた。挟み撃ちにあうことを恐れた諸公はクレフの息子アウタリを王に選出し、彼に首都パヴィーアと各公国の領土の半分を差し出した。ここに諸公の時代は終わり、イタリアに残っていたフランク軍もアウタリから貢納金の支払いを受けて撤退した。

## 諸公
諸公の時代の有力者として知られている人物は以下のとおりである。
- ゾット, ベネヴェント公
- ヴァーラリ, ベルガモ公
- アライス1世, ブレシア公
- ギスルフ1世, フリウーリ公
- ザバン, パヴィーア公
- ファロアルド1世, スポレート公
- エウィン, トリデントゥム公
- アイモネ, トリノ公